# Styrelsen for Vand- og Naturforvaltning
Styrelsen for Vand- og Naturforvaltning (SVANA) var en statslig myndighed på vand- og naturområdet. SVANA hørte under Miljø- og Fødevareministeriet.
SVANA opstod den 1. juli 2016, da Naturstyrelsen blev delt i to styrelser. Naturstyrelsen forvalter fortsat Miljø- og Fødevareministeriets skov- og naturarealer. Naturstyrelsen gennemfører også naturprojekter, og har opgaver med friluftsliv og jagt.
SVANA stod for overvågning af vand og natur og for grundvandskortlægning. Styrelsen havde også ansvaret for jagt- og vildtforvaltningen - herunder udstedelse af jagttegn.
SVANA administrerede tilskud til skov-, vådområde- og vandløbsprojekter.
Styrelsen blev pr. 1. februar 2017 lukket og opgaverne flyttet til Miljøstyrelsen.

## Eksterne kilder og henvisninger
- SVANA's webside Arkiveret 8. september 2016 hos  Wayback Machine

| Myndighed | Spire Denne artikel om en offentlig myndighed er en spire som bør udbygges. Du er velkommen til at hjælpe Wikipedia ved at udvide den. |

|  | Denne artikel kan blive bedre, hvis der indsættes geografiske koordinater Denne artikel omhandler et emne, som har en geografisk lokation. Du kan hjælpe ved at indsætte koordinater i wikidata. |